# Erhard Ueckermann
Erhard Ueckermann (* 3. März 1924 in Neu Krakow, Provinz Pommern; † 5. September 1996) war ein deutscher Jagd- und Forstwissenschaftler, der internationale Anerkennung genoss. Er war von 1957 bis 1989 Leiter der Forschungsstelle für Jagdkunde und Wildschadenverhütung des Landes Nordrhein-Westfalen in Bonn. 

## Leben
Erhard Ueckermann entstammt einer alten preußischen Försterfamilie. Geboren als Sohn eines Revierförsters im Forstgutsbezirk Neu Krakow, entdeckte er bei Pirschgängen mit seinem Vater schon früh seine Liebe zu Wald und Wild.
Nach dem Abitur im Zweiten Weltkrieg meldete er sich als Kriegsfreiwilliger und kam bei der Luftwaffe, zuletzt bei den Fallschirmjägern, zum Einsatz.
Als er nach Kriegsende seine Heimat Pommern verloren hatte, begann er 1945 an der Forstlichen Fakultät der Georg-August-Universität Göttingen in Hann. Münden das Studium der Forstwissenschaften. Nach dessen Abschluss folgten 1951 die Große Forstliche Staatsprüfung und im gleichen Jahr auch die Promotion bei Fritz Nüßlein mit der Dissertationsschrift Die Einwirkung des Standortes auf Körpergewicht und Gehörnbildung des Waldrehes. Damit hatte der junge Wissenschaftler das Thema gefunden, das ihn lebenslang hauptberuflich beschäftigen sollte: Das heimische Wild, seine Bejagung und Hege. Von 1952 bis 1957 war Ueckermann beim Kuratorium für Waldarbeit und Forsttechnik (KWF) in Hamburg mit Fragen der Wildschadenverhütung betraut. 
1957 wechselte er nach Bonn an die Forschungsstelle für Jagdkunde und Wildschadenverhütung des Landes Nordrhein-Westfalen, die er bis 1989 leitete. Diese am 1. Oktober 1957 als private Stiftung des Landes Nordrhein-Westfalen und des Landesjagdverbandes war im Forsthaus Hardt untergebracht und wurde 1976 verstaatlicht. Seither ist sie gemäß Landesjagdgesetz NRW eine Einrichtung des Landes. Die Forschungsstelle gehört seit 1962 zum Verband Deutscher Forstlicher Forschungsanstalten. Es ist vor allem Ueckermanns Verdienst, dass diese Institution in jagdlichen Kreisen des In- und Auslandes ein Begriff wurde. Dies gelang vorrangig durch die Schriftenreihe der Forschungsstelle für Jagdkunde und Wildschadenverhütung, die im renommierten jagd- und forstlichen Fachverlag Paul Parey erschien. Ueckermann verfasste dafür Beiträge über die Bewirtschaftung vor allem des Schalenwildes – Rehwild, Rotwild, Damwild und Sikawild –, aber auch des Schwarzwildes. Die meisten dieser Publikationen, für die oft auch seine Frau Anneliese Ueckermann Zeichnungen beisteuerte, fanden dank ihrer Praxisbezogenheit weite Verbreitung und erlebten mehrere Auflagen. 
Ueckermanns Hauptwerk war die zusammen mit Oberförster Paul Hansen verfasste Monographie Das Damwild. Naturgeschichte, Hege und Jagd (1968), die 1969 mit dem DJV-Literaturpreis ausgezeichnet wurde und bis heute (2007) als Standardwerk gilt (die dritte, neubearbeitete Auflage erschien 1994). 
Neben seinen zahlreichen Veröffentlichungen machten Ueckermann auch eine rege Reise- und Vortragstätigkeit weit über die Grenzen Nordrhein-Westfalens hinaus bekannt. Ab 1973 gab er zusammen mit Fritz Nüßlein die international anerkannte Zeitschrift für Jagdwissenschaft heraus, deren Schriftleitung und Herausgabebetreuung seither bei der Forschungsstelle angesiedelt ist. 1978 begründete er die, in der Folge jährlich abgehaltene Vortragsveranstaltung „Bonner Jägertage“ als Begegnung zwischen Jagdpraxis und Jagdwissenschaft. Er wurde zudem in eine Vielzahl von fachlichen Ausschüssen und Beiräten berufen. Auf Initiative Ueckermanns wurde am 31. Oktober 1968 in Beuel die „Arbeitsgemeinschaft wildbiologischer und jagdkundlicher Forschungsstellen“ gebildet. 1978 übernahm er von Nüßlein die Funktion des Obmannes der Gruppe Bundesrepublik Deutschland im Internationalen Ring der Jagdwissenschaftler. Bereits 1976 wurde Ueckermanns Engagement für das Wild mit der Verleihung des Bundesverdienstkreuzes am Bande gewürdigt.
Nach seiner Pensionierung 1989 widmete er sich verstärkt seinen jagdgeschichtlichen und jagdkulturellen Interessen. Daraus resultierte sein letztes Werk, Kulturgut Jagd. Ein Führer durch die Jagdgeschichte Nordrhein-Westfalens und zu jagdhistorischen Stätten (1994). Daneben gehörte er 1990 zu den Gründern der „Gesellschaft für Organik e. V.“, die sich der Etablierung des Nachhaltigkeitsgedankens in sämtlichen Lebensbereichen verschrieben hat. 
Erhard Ueckermann starb nach schwerer Krankheit am 5. September 1996 im Alter von 72 Jahren.

## Auszeichnungen
- 1969 – DJV-Literaturpreis für Das Damwild. Naturgeschichte, Hege und Jagd (1968)
- 1976 –  Bundesverdienstkreuz am Bande

## Schriften (Auswahl)
- Die Einwirkung des Standortes auf Körpergewicht und Gehörnbildung des Waldrehes, Dissertationsschrift, Göttingen (Hann. Münden) 1951
- Das Damwild. Lebensweise, Ernährung, Bewirtschaftung des Wildbestandes, Wildschaden und Schadensverhütung, Hamburg und Berlin 1956
- Wildstandsbewirtschaftung und Wildschadensverhütung beim Rehwild, Neuwied/Rhein 1957
- Wildschadenverhütung in Wald und Feld. Eine praktische Anleitung für Forstwirte, Landwirte und Jagdpächter, Schriftenreihe der Forschungsstelle für Jagdkunde und Wildschadenverhütung, Hamburg und Berlin 1960 (4., neubearbeitete und erweiterte Auflage unter dem Titel Die Wildschadenverhütung in Wald und Feld. Eine praktische Anleitung zu technischen Schutzmaßnahmen, Hamburg und Berlin 1981, Schriftenreihe der Forschungsstelle für Jagdkunde und Wildschadenverhütung des Landes Nordrhein-Westfalen, Heft 2, ISBN 3-490-18912-4)
- Wildstandsbewirtschaftung und Wildschadenverhütung beim Rotwild. Ein Leitfaden für die erfolgreiche Rotwildhege, Schriftenreihe der Forschungsstelle für Jagdkunde und Wildschadenverhütung, Hamburg und Berlin 1960
- Der Rehwildabschuß. Eine Anleitung für Planung und Durchführung sowie für das richtige Ansprechen, Schriftenreihe der Forschungsstelle für Jagdkunde und Wildschadenverhütung, Hamburg und Berlin 1963 (7., neubearbeitete Auflage, Berlin 1996, ISBN 3-8263-8191-2)
- Die Fütterung des Schalenwildes. Ernährungsgrundlagen und Anleitung für die Fütterungstechnik in freier Wildbahn, im Gehege und im Gatterrevier, Schriftenreihe der Forschungsstelle für Jagdkunde und Wildschadenverhütung, Hamburg und Berlin 1964 (3., neubearbeitete und erweiterte Auflage unter dem Titel Die Fütterung des Schalenwildes. Ernährungsgrundlagen und Anleitung für die Fütterungstechnik in freier Wildbahn und im Gehege, Schriftenreihe der Forschungsstelle für Jagdkunde und Wildschadenverhütung des Landes Nordrhein-Westfalen Heft 5,  Hamburg und Berlin 1986, ISBN 3-490-45212-7)
- zusammen mit Paul Hansen: Das Damwild. Naturgeschichte, Hege und Jagd, Hamburg und Berlin 1968 (3., neubearbeitete Auflage, Hamburg 1994, ISBN 3-490-45812-5)
- zusammen mit Hans Scholz et al.: Wildäsungsflächen. Planung, Anlage, Pflege, Schriftenreihe der Forschungsstelle für Jagdkunde und Wildschadenverhütung, Hamburg und Berlin 1970 (3., neubearbeitete Auflage, Schriftenreihe der Forschungsstelle für Jagdkunde und Wildschadenverhütung des Landes Nordrhein-Westfalen Heft 6, Hamburg und Berlin 1988, ISBN 3-490-45612-2)
- Der Sikawildabschuß, Hamburg und Berlin 1972, ISBN 3-490-20312-7 (2., neubearbeitete und erweiterte Auflage unter dem Titel Das Sikawild. Vorkommen, Naturgeschichte und Bejagung, Schriftenreihe der Forschungsstelle für Jagdkunde und Wildschadenverhütung des Landes Nordrhein-Westfalen Heft 7, Hamburg und Berlin 1992, ISBN 3-490-08812-3)
- Der Schwarzwildabschuß, Schriftenreihe der Forschungsstelle für Jagdkunde und Wildschadenverhütung des Landes Nordrhein-Westfalen Heft 8, Hamburg und Berlin 1978, ISBN 3-490-19012-2
- unter Mitwirkung von Albert Hexges: Jagd und Jagdgeschichte Nordrhein-Westfalen, Schriften des Jagd- und Naturkundemuseums Burg Brüggen Nr. 3, Köln und Bonn 1979, ISBN 3-7927-0471-4
- zusammen mit Peter Olbrich: Untersuchung der Eignung von Wilddurchlässen und der Wirksamkeit von Wildwarnreflektoren, Forschung Straßenbau und Straßenverkehrstechnik Heft 426, Bonn-Bad Godesberg 1984
- Kulturgut Jagd. Ein Führer durch die Jagdgeschichte Nordrhein-Westfalens und zu jagdhistorischen Stätten, Münster-Hiltrup 1994, ISBN 3-7843-2640-4